# Ozark Highlands AVA
Ozark Highlands AVA ist ein seit dem 31. August 1987 durch das Bureau of Alcohol, Tobacco, Firearms and Explosives  anerkanntes Weinbaugebiet im US-Bundesstaat Missouri. 

## Lage
Die Rebflächen verteilen sich dabei auf  Flächen im Süden von Missouri innerhalb der Ozark Mountains östlich von Jefferson City bis zum Eleven Point River im Süden. Die Definition schließt damit Flächen in den Verwaltungseinheiten Phelps County, Maries County, Osage County, Gasconade County, Franklin County, Crawford County, Shannon County, Dent County, Texas, Reynolds County und Pulaski ein.  
Die Herkunftsbezeichnung liegt als Enklave innerhalb der übergeordneten Ozark Mountain AVA. Das Gebiet der Ozark Highlands ist trockener als das Umland aber der sandige Lehmboden hat ein gutes Speichervermögen für Feuchtigkeit. Die ersten Anpflanzungen mit Rebstöcken wurden von italienischen Einwanderern angelegt. Die Auswahl an Rebsorten beschränkt sich nicht auf autochthone Selektionen, sondern beinhalten auch Sorten aus den Familien Vitis vinifera, Vitis labrusca sowie französischer Hybridreben.